# Les Jardins des Vertueux
 (mars 2015).
Les Jardins des Vertueux (رياض الصالحين, Riyadh as-Salihin en arabe), livre écrit par Al-Nawawi au XIIIe siècle, est une compilation de versets du Coran et de hadiths classés par thèmes.

## Description
L'ouvrage est composé de 20 thèmes traitant des différents aspects du comportement vertueux du musulman en soi, en société et envers Dieu. 
Le livre contient 373 chapitres dont la plupart sont introduits par des versets du Coran et contient 1896 hadiths.